# 지구지전설
지구지전설(地球地轉說)은 홍대용(洪大容)이 자신의 저서 《의산문답》에서 밝힌, 지구는 둥글며 스스로 회전한다는 주장이다. 동양 전통의 혼천설과 서양 선교사들을 통해 전해진 튀코 브라헤의 지동설-천동설 절충설이 혼합된 것이다.

### 《의산문답》의 저술
홍대용은 1756년 중국에 가서 새로운 천문학을 접하게 된다. 북경을 방문한 그는 독일계 선교사로 중국 천문대장의 임무를 수행하던 할러슈타인과 고가이슬을 만나게 된다. 그는 중국의 천문학자들 덕에 많은 견문과 지식을 쌓게 된다. 서양과학의 내용과 지식들을 접한 홍대용은 이를 바탕으로 《의산문답》을 저술하게 된다.
홍대용은 《의산문답》에서 지구가 둥글다는 ‘지구설’과 지구가 자전한다는 ‘지전설’을 주장한다.
| “ | 달이 해를 가리면 일식이 되오. 그런데 가려진 모습을 보면 반드시 둥그니, 그것은 달의 모양이 둥글기 때문이오. 또 우리가 사는 땅이 해를 가리면 월식이 된다오. 이때 가려진 부분의 모양을 보면 둥근데, 그것은 땅의 모양이 둥글기 때문이오. 그러니 월식이란 우리가 사는 땅을 비추는 거울이라 할 수 있소. 그런데 월식을 보고도 땅이 둥근 줄을 모른다면 이것은 마치 거울로 자기 얼굴을 비춰 보면서도 제 얼굴을 알아보지 못하는 것과 같은 것이오. | ” |
|   | — 홍대용의 《의산문답》 중 |   |

### 지구설
‘지구설’은 기존의 주자학에서 말하는 ‘천원지방’설에 대하여 새로이 해석한 것이다. 그는 ‘천원지방’의 ‘방(方)’을 ‘모나다’라고 해석하지 않고, 질서정연하다는 의미로 해석하였다.
이러한 ‘지구설’을 통하여 홍대용은 지구의 중심은 없으며 어디라도 중심이 될 수 있다고 주장한다. 모든 민족은 평등하며 중국이 지구의 중심이라는 생각은 그릇된 것이며 조선역시 지구의 중심이 될 수 있다고 말한다. 이는 곧 기존의 화이사상을 비판하는 것이다.

### 지전설
홍대용은 ‘의산문답’에서 ‘지구설’에 이어서 ‘지전설’을 주장한다.
| “ | 하늘이 운행하는 것과 땅이 회전하는 것은 그 형세가 마찬가지이니, 굳이 나누어 말할 필요가 없소. 단지 땅이 9만 리의 둘레를 한 바퀴 도는 질풍과 같은 속도가 그와 같다는 것이오. | ” |
|   | — 홍대용의 ‘의산문답’ 중 |   |

그는 우주는 무한하며, 지구는 우주의 중심이 아니라는 것을 허자와 실옹의 문답을 통하여 논리적으로 설명해 낸다. 이러한 그의 생각은 전통적인 지구중심설을 깨뜨리는 생각이며, 무한한 우주의 관점에서 지구를 바라보도록 만들었다.

## 같이 보기
- 태양중심설